# The Professor and the Madman
The Professor and the Madman és una pel·lícula biogràfica de l'any 2019, dirigida per Farhad Safinia (sota el pseudònim PB Shemran), a partir d'un guió de Safinia, i Todd Komarnicki, basat en el llibre The Surgeon of Crowthorne de Simon Winchester. És protagonitzada per Mel Gibson, Sean Penn, Natalie Dormer, Eddie Marsan, Jennifer Ehle, Jeremy Irvine, David O'Hara, Ioan Gruffudd, Stephen Dillane, Laurence Fox i Steve Coogan.
El paper del protagonista James Murray, interpretat per Mel Gibson, és un filòleg escocès que va confeccionar l'Oxford English Dictionary al segle xix, i que va comptar amb la decisiva i inesperada col·laboració de qui esdevindria el seu amic i col·lega, W. C. Minor, un cirurgià que va aportar a l'obra més 10.000 entrades durant el seu internament al Broadmoor Criminal Lunatic Asylum, un hospital psiquiàtric de Crowthorne, després d'haver estat declarat no culpable d'assassinat per mor de la seva follia. En un moment del film, Murray es vanagloria de dominar diferents llengües, entre elles el català.